# 로익 노테
로익 노테(프랑스어: Loïc Nottet, 1996년 4월 10일 ~ )는 벨기에의 가수이자 작사가, 무용가이다.